# William Penn Brooks
William Penn Brooks (19 novembre 1851 - 8 mars 1938) est un agronome américain qui est conseiller étranger au Japon pendant l'ère Meiji et chargé d'aider au développement de l'île d'Hokkaidō. Il est le huitième président de l'université du Massachusetts à Amherst.

## Biographie
Né à Scituate au Massachusetts, Brooks est le fils de Nathaniel Brooks et Rebecca Partridge (Cushing). Il est major de sa promotion (1875) de l'université du Massachusetts à Amherst où il se spécialise dans l'agrochimie et est l'un des six membres fondateurs de la confrérie estudiantine Phi Sigma Kappa.
Après juste une année d'études supérieures, Brooks est embauché par le bureau de colonisation de Hokkaidō et devient professeur au collège d'agriculture de Sapporo au Japon dont l'enseignant principal de l'époque est un ancien professeur de Brooks, William Smith Clark. Brooks arrive à Sapporo en janvier 1877, peu de temps après que Clark ait quitté l'école et seulement quelques mois avant que le gouvernement japonais n'écrase la rébellion de Satsuma, la dernière opposition à sa politique de modernisation effrénée.
Immédiatement après son arrivée, il commence à donner des conférences sur les sciences agricoles et prend en charge la direction des champs expérimentaux. Brooks travaille au collège d'agriculture de Sapporo pendant douze ans, dont quatre où il en est président. De par son enseignement, Brooks contribue fortement en qualité de conseiller agricole, il identifie les cultures avec le meilleur rendement et qui s'adaptent le mieux au climat du Nord du Japon, et enseigne également la botanique. On lui doit l'introduction de l'oignon, du maïs, des haricots, du fourrage et d'autres cultures à Hokkaidō. Les cours de Brooks sont à la fois théoriques et pratiques. Ses étudiants sont affectés six heures par semaine sur le terrain et payés à l'heure.
En 1882, Brooks retourne aux États-Unis pendant un congé et se marie. Sa femme, Eva Bancroft Hall Brooks, va vivre avec lui à Sapporo jusqu'à la fin de son contrat en 1888. Durant cette période, ils ont deux enfants, Rachel Bancroft Brooks et Sumner Cushing Brooks.
Brooks rentre aux États-Unis en octobre 1888 après avoir reçu l'ordre du Soleil levant (4e classe) des mains de l'empereur Meiji, il accepte un poste à l'université du Massachusetts à Amherst et poursuit ses études à l'Université de Halle en Allemagne où il obtient un doctorat. Il travaille à la station expérimentale d'agriculture du Massachusetts où il introduit des plantes japonaises, comme des variétés de soja et de millet. Il prend sa retraite en 1921. En 1920, Brooks reçoit un doctorat honoraire de la part du ministre de l'Éducation japonais.
Après la mort de sa femme en 1924, il épouse Grace L. Holden en 1927 alors qu'il a 76 ans. Il meurt à Amherst au Massachusetts en 1938 à l'âge de 86 ans.